# Cyril Horn
Cyril Walter Horn (* 7. Oktober 1904 in Wisbech; † 7. Februar 1987 in Outwell) war ein britischer Eisschnellläufer und Radrennfahrer.
Horn wurde zwischen 1927 und 1933 fünfmal britischer Meister im Eisschnelllauf und belegte bei den Olympischen Winterspielen 1924 in Chamonix den 27. Platz über 500 m. Im Winter 1927/28 nahm er bei der Mehrkampf-Weltmeisterschaft 1928 in Davos teil, die er aber vorzeitig beendete, und lief bei den Olympischen Winterspielen 1928 in St. Moritz auf den 32. Platz über 500 m, auf den 24. Rang über 1500 m sowie auf den 23. Platz über 5000 m. Sein Onkel Bernard Sutton nahm bei den Olympischen Winterspielen 1924 ebenfalls im Eisschnelllauf teil. Horn war auch im Radsport erfolgreich. Mit seinem Bruder Dennis Horn gewann er eine Reihe von Rennen insbesondere im Bahnradsport.

## Persönliche Bestleistungen
| Disziplin | Zeit       | Datum            | Ort        |
| --------- | ---------- | ---------------- | ---------- |
| 500 m     | 54,9 s     | 11. Februar 1928 | St. Moritz |
| 1500 m    | 2:40,0 min | 11. Februar 1928 | St. Moritz |
| 5000 m    | 9:32,0 min | 4. Februar 1928  | Davos      |